# Гловерсвілл (Нью-Йорк)
Гловерсвілл (англ. Gloversville) — місто (англ. city) в США, в окрузі Фултон штату Нью-Йорк. Населення — 15 131 особа (2020).

## Географія
Гловерсвілл розташований за координатами 43°2′58″ пн. ш. 74°20′50″ зх. д. / 43.04944° пн. ш. 74.34722° зх. д. (43.049507, -74.347124).  За даними Бюро перепису населення США в 2010 році місто мало площу 13,33 км², з яких 13,31 км² — суходіл та 0,02 км² — водойми.

### Клімат
| Клімат : Гловерсвілл         | Клімат : Гловерсвілл | Клімат : Гловерсвілл | Клімат : Гловерсвілл | Клімат : Гловерсвілл | Клімат : Гловерсвілл | Клімат : Гловерсвілл | Клімат : Гловерсвілл | Клімат : Гловерсвілл | Клімат : Гловерсвілл | Клімат : Гловерсвілл | Клімат : Гловерсвілл | Клімат : Гловерсвілл | Клімат : Гловерсвілл |
| Показник                     | Січ.                 | Лют.                 | Бер.                 | Квіт.                | Трав.                | Черв.                | Лип.                 | Серп.                | Вер.                 | Жовт.                | Лист.                | Груд.                | Рік                  |
| Абсолютний максимум, °C      | 20,0                 | 16,7                 | 28,3                 | 32,2                 | 32,2                 | 35,6                 | 36,7                 | 35,6                 | 37,2                 | 30,6                 | 25,0                 | 18,9                 | 37,2                 |
| Середній максимум, °C        | −2,2                 | 0,0                  | 5,0                  | 12,8                 | 20,0                 | 24,4                 | 26,7                 | 26,1                 | 21,7                 | 14,4                 | 7,8                  | 1,1                  | 13,2                 |
| Середній мінімум, °C         | −12,2                | −11,7                | −6,1                 | 0,6                  | 6,7                  | 12,2                 | 14,4                 | 13,9                 | 8,9                  | 2,2                  | −2,2                 | −8,3                 | 1,6                  |
| Абсолютний мінімум, °C       | −33,9                | −32,2                | −25,6                | −15                  | −4,4                 | 1,1                  | 4,4                  | 1,1                  | −5,6                 | −8,3                 | −17,8                | −30,6                | −33,3                |
| Норма опадів, мм             | 81                   | 73                   | 99                   | 100                  | 106                  | 118                  | 110                  | 116                  | 94                   | 115                  | 79                   | 89                   | 1181                 |
| ---------------------------- | -------------------- | -------------------- | -------------------- | -------------------- | -------------------- | -------------------- | -------------------- | -------------------- | -------------------- | -------------------- | -------------------- | -------------------- | -------------------- |
| Джерело: The Weather Channel |                      |                      |                      |                      |                      |                      |                      |                      |                      |                      |                      |                      |                      |

## Демографія
Згідно з переписом 2010 року, у місті мешкало 15 665 осіб у 6486 домогосподарствах у складі 3763 родин. Густота населення становила 1175 осіб/км².  Було 7477 помешкань (561/км²).
Расовий склад населення:
| - 93,4 % — білих - 2,8 % — чорних або афроамериканців - 0,5 % — азіатів - 0,3 % — корінних американців |

До двох чи більше рас належало 2,1 %. Частка іспаномовних становила 3,4 % від усіх жителів.
За віковим діапазоном населення розподілялося таким чином: 24,9 % — особи молодші 18 років, 61,1 % — особи у віці 18—64 років, 14,0 % — особи у віці 65 років та старші. Медіана віку мешканця становила 37,1 року. На 100 осіб жіночої статі у місті припадало 92,5 чоловіків;  на 100 жінок у віці від 18 років та старших — 88,9 чоловіків також старших 18 років.
Середній дохід на одне домашнє господарство  становив 45 481 долар США (медіана — 35 044), а середній дохід на одну сім'ю — 54 098 доларів (медіана — 47 753). Медіана доходів становила 40 807 доларів для чоловіків та 29 797 доларів для жінок. За межею бідності перебувало 29,1 % осіб, у тому числі 41,7 % дітей у віці до 18 років та 13,5 % осіб у віці 65 років та старших.
Цивільне працевлаштоване населення становило 6173 особи. Основні галузі зайнятості: освіта, охорона здоров'я та соціальна допомога — 28,2 %, виробництво — 16,5 %, роздрібна торгівля — 15,3 %.